# Гимаев, Сергей Наильевич
Серге́й Наи́льевич Гима́ев (1 января 1955, Пружаны, Брестская область — 18 марта 2017, Тула) — советский хоккеист и тренер, российский спортивный комментатор. Мастер спорта СССР международного класса, заслуженный тренер России (1992).

## Биография
Отец, Наиль Зямгутдинович Гимаев (по национальности татарин), родился в деревне Какрыбашево, Туймазинского района Башкирской АССР. По профессии — военный летчик. После войны служил на Украине, где познакомился с женой. Вскоре молодая семья переехала в Польшу, где стоял авиаполк, там родилась дочь. После — в Белоруссию, где родился Сергей. Затем семья до 1961 года жила на Камчатке. После демобилизации отца они переехали в Уфу.
С детства занимался многими видами спорта. Но сильнее всего его увлек хоккей с шайбой, которым он начал заниматься с 11 лет. Тренировался в школе ХК «Салават Юлаев», прошёл путь от юношеской команды до взрослой. Одновременно с этим учился на вечернем отделении Уфимского государственного авиационного института.
Через некоторое время был призван в ряды Советской Армии. Службу проходил в Оренбургской области, где находился месяц. Потом был переведен в клуб СКА (Куйбышев), где провел 2 года у Юрия Моисеева. После того, как успешно выступил на турнире Вооружённых Сил, в клуб пришла телеграмма из ЦСКА с требованием командировать игрока в Москву.
С сезона 1976/77 начал выступления за армейцев Москвы. Закончил карьеру после сезона 1985/86 в СКА Ленинград. Всего в чемпионатах СССР сыграл 305 матчей и забил 45 голов.
После окончания карьеры игрока окончил Московский государственный областной педагогический институт в Москве, работал детским тренером и директором хоккейной спортивной школы ЦСКА в течение 14 лет, играл в ветеранской команде «Легенды хоккея СССР».
Кроме того, с 1986 года работал тренером с юношескими сборными страны 1972 и 1973 годов рождения. С командой 1978 года рождения, помогая Владимиру Шадрину, стал чемпионом Европы. Причём в той сборной страны играли девять его воспитанников. В 1996—1998 гг. работал тренером ПХК ЦСКА (Москва).
С 2000-х годов являлся экспертом и хоккейным комментатором, в разные годы работая на телеканалах «Россия-1», «Россия-2», «Спорт-1», «Матч ТВ» и «КХЛ ТВ».
Скончался от сердечного приступа в Туле во время матча ветеранов. Причиной смерти стала ишемическая болезнь сердца, возникшая в результате атеросклероза коронарных артерий. Врачи пытались спасти его несколько минут, но смерть наступила мгновенно. Прощание прошло в ЛДС ЦСКА им. В. М. Боброва, похоронен Сергей Наильевич на Новолужинском кладбище в Химках.

## Достижения
- Восьмикратный чемпион СССР (1978—1985).
- Двукратный обладатель Кубка СССР (1977, 1979).
- Многократный обладатель Кубка Европейских чемпионов.
- В числе лучших защитников чемпионатов СССР — 1979 (список 36 лучших), 1982, 1983 (список 34 лучших).
- Награждён орденом Почёта (2003).
- Заслуженный тренер России.
- Обладатель премии «ТЭФИ» в номинации «Ведущий спортивной программы/спортивный комментатор Молодёжный чемпионат мира по хоккею. Россия — США» (посмертно).

## Семья
Был женат, двое детей. Супруга Наталья. Сын Сергей — хоккеист, хоккейный комментатор. Дочь Анастасия — фигуристка, тренер.

## Память
Именем Сергея Гимаева назван спортивный комплекс «Туймазы-Арена» в городе Туймазы и ледовый дворец «Гимаев Арена» в городе Рубцовске.
Именем Сергея Гимаева названа награда КХЛ — Лучшему играющему ветерану-наставнику.